# Рунопевческие деревни Беломорской Карелии
Рунопевческие деревни Беломорской Карелии — это конкретные места, где сохранился старинный карело-финский поэтический эпос в виде рунических песен и фольклорных текстов.

## Рунические песни
Рунические песни представляют собой эпические песни карелов, финнов, эстонцев и других прибалтийско-финских народов. Рунические песни происходят от первобытных представлений этих народов о зарождении мира, богах и духах. Главным произведением стал эпос Элиаса Лённрота «Калевала» — собрание 50 песен, записанных со слов карельских и финских крестьян.

## Руничесские деревни

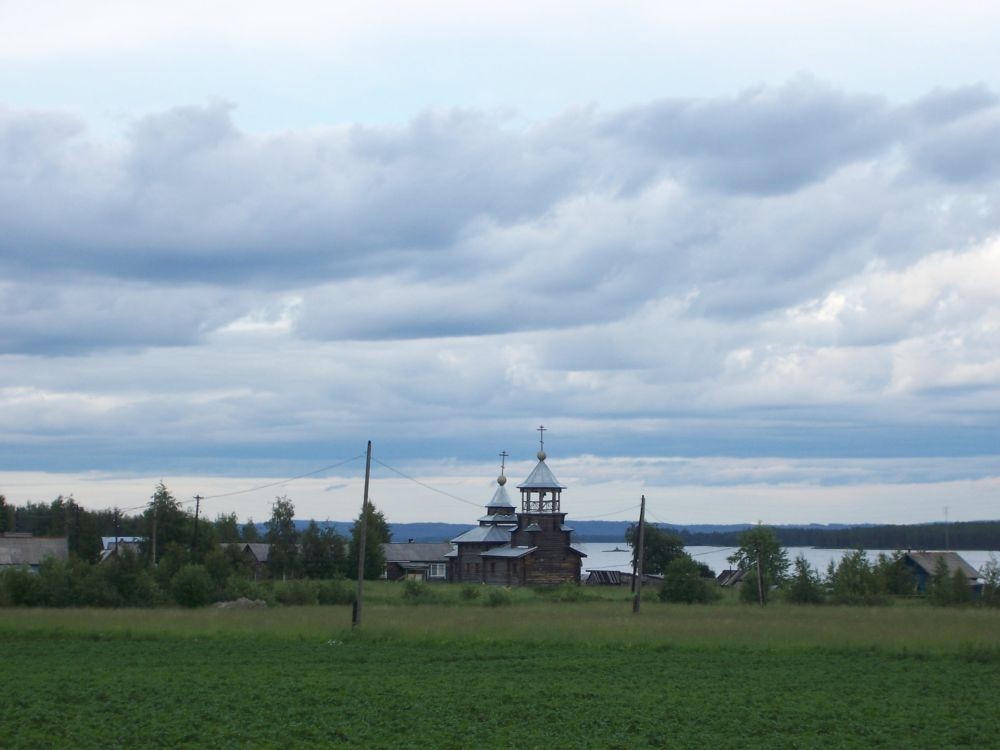
Вокнаволок

Материал для рунических песен был собран в деревнях Беломорской Карелии и части Архангельской области. Крестьяне не умели читать и сохранили стихи в своей памяти как наследие старших поколений.
Список:
- Вокнаволок (самая национальная деревня Карелии, где более 90 % населения говорит на карельском языке);
- Ладозеро;
- Суднозеро;
- Поньгагуба;
- Пирттигуба;
- Чена;
- Толлорека;
- Калевала (здесь находится реликтовая Сосна Леннрота, под которой по преданию записывал руны Элиас Леннрот);
- Войница (здесь началось написание Калевалы);
- Лонкка;
- Ювалакша;
- Хайкола;
- Юшкозеро;
- Тихтозеро;
- Контокки;
- Костомукша;
- Аконлаярви;
- Хиетаярви;
- Куоки.

А также Римпи, Куйваярви и Хиетаярви на финской стороне.

## Судьба рунопевческих деревень
Важной причиной сохранения поэтического пения в Беломорской Карелии была удаленность деревень. Эта территория была периферией Российской Империи и была отделена от Финляндии относительно крутой культурной границей. В деревнях сохранилось в первоначальном виде множество памятников архитектуры конца XVIII — XIX веков, построенных в карельском стиле.
До 1956 года школы Беломорской Карелии функционировали на финском языке, но после упразднения Карело-Финской ССР школьное обучение стало переводиться на русский язык. Карельский язык хорошо сохранялся в качестве домашнего языка до 1970-х годов, когда основным языком школьного обучения окончательно стал русский. После распада СССР национальная идентичность начала восстанавливаться. Министерство культуры Карелии летом 1991 года начало программу реставрации нескольких деревень. Финляндия и Россия имеют несколько совместных проектов по сохранению рунопевческих деревень. В Вокнаволоке открыт мемориальный музей Калевальских рунопевцев.